# Maralinga
Maralinga est une zone reculée de l'ouest de l'Australie-Méridionale qui est le pays des Tjarutja Maralinga, une tribu des Pitjantjatjara, un peuple aborigène d'Australie. 

## Population
La population de la région est généralement estimée entre 23 et 50 personnes. 
Mais lors d'activités culturelles spéciales, qui attirent des visiteurs des communautés voisines, elle s'élève à 1 500 personnes.

## Conséquences des activités nucléaires
Maralinga fut le site d'essais nucléaires secrets britanniques dans les années 1950. 
La zone couvre environ 3 300 km2. De 1952 à 1991, ce sont 45 tirs, sans compter 12 tirs de sécurité, qui permettent de mettre au point l'arsenal nucléaire du Royaume-Uni. Au total, sept bombes sont larguées à Maralinga ; la plus puissante explose en octobre 1957.
En janvier 1985, les titres fonciers autochtones (native titles) de Maralinga ont été remis au peuple Maralinga Tjarutja en vertu du Maralinga Tjarutja Land Rights Act, 1984 adopté par les deux chambres du Parlement d'Australie-Méridionale en décembre 1984.
Par suite d'un accord entre les gouvernements du Royaume-Uni et d'Australie, des efforts ont été déployés pour décontaminer le site avant que le peuple Maralinga ne se réinstalle dans la région (en 1995) et prenne le nom de communauté de l'Oak Valley. L'efficacité du nettoyage a été contestée à plusieurs reprises.
Au début des années 1990 une étude a cherché à modéliser les doses potentielles de radioactivité auxquelles de futurs habitants aborigènes des régions de Maralinga et d'Emu seraient soumis. L'étude a conclu que la contamination radioactive était maintenant résiduelle. Mais des matières radioactives résultant des programmes militaires d'essais et d'autres expériences sont encore détectables jusqu'à plusieurs dizaines de kilomètres de certains sites d'essai, dont du plutonium et de l'américium présents dans la poussière et le sol,. L'incorporation de plutonium ou d'autres radionucléides via des coupures ou blessures est également possible.  

L'occupation continue de cette zone par des groupes au mode de vie aborigène pourrait donner lieu à des équivalents de doses efficaces annuels de plusieurs millisieverts dans plusieurs secteurs de plusieurs centaines de kilomètres carrés. 
Les risques les plus élevés concerneraient selon les auteurs l'inhalation de radionucléides remise en suspension à partir de sol, et l'ingestion de sol (phénomène significatif chez les nourrissons et enfants, connu comme source potentielle de contaminants indésirables, notamment dans la nature). L'étude n'évoque pas les risques liés à l'ingestion de gibier ou d'espèces connues pour être de bons bioaccumulateurs (champignons, certaines plantes ou leurs racines...).

## Tourisme
Au milieu de l'été 1997 alors que le National Cancer Institute des États-Unis reconnaissait que les retombées des essais nucléaires effectués dans le Nevada auraient pu être responsables de jusqu'à 75 000 cas de cancers de la thyroïde dans le pays (dans les années 1950 et 1960) les autorités australiennes proposent de faire du site d'essais de Maralinga une attraction touristique. 
Quelques chefs de communautés aborigènes acceptent cette proposition quand le gouvernement du Royaume-Uni offre 20 millions de livres sterling en mesure compensatoire des séquelles environnementales des essais, pour décontaminer les sites. Plusieurs tentatives de nettoyage avaient eu lieu dès les années 1950, par exemple en tentant de « vitrifier » de vastes étendues désertiques. 
En 2015 la zone d'essais nucléaires a finalement été ouverte aux touristes par le gouvernement australien,.